# Feto

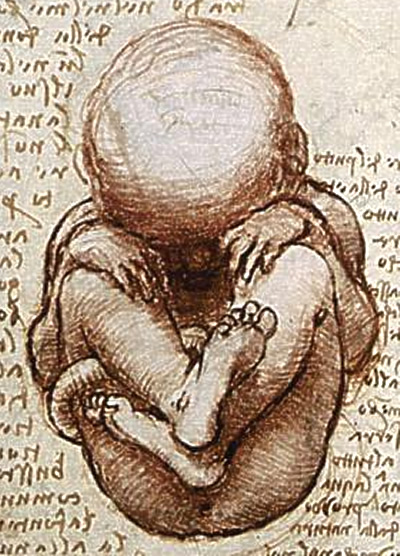
Feto humano, según un dibujo de Leonardo da Vinci, c. 1510-1512.

En los vertebrados vivíparos se llama feto  a la etapa del desarrollo que transcurre desde el fin de fase embrionaria hasta el momento del nacimiento. En el ser humano la fase embrionaria se prolonga 8 semanas desde el momento de la fecundación, a partir del inicio de la novena semana comienza el periodo fetal que dura hasta el nacimiento. Durante la vida fetal no se forman órganos o tejidos nuevos, sino que se produce la maduración de los ya existentes.

## Desarrollo en humanos

### Semanas 9 a 16 (2 a 3,6 meses)

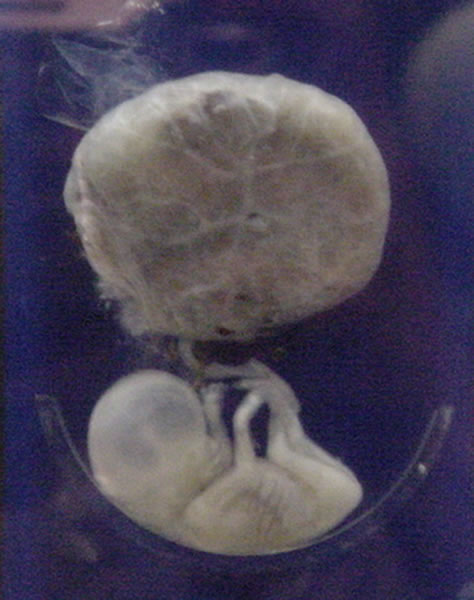
Un feto humano, unido a la placenta, a los tres meses de edad gestacional.

En los seres humanos, la etapa fetal comienza nueve semanas después de la fecundación. Al comienzo de la etapa fetal, el feto suele medir unos 30 mm de longitud desde la coronilla a la rabadilla, y pesa unos 8 gramos. La cabeza constituye casi la mitad del tamaño del feto. Los movimientos respiratorios del feto son necesarios para estimular el desarrollo pulmonar, más que para obtener oxígeno. El corazón, las manos, los pies, el cerebro y otros órganos están presentes, pero se encuentran sólo al principio del desarrollo y tienen un funcionamiento mínimo.
En este momento del desarrollo, se producen movimientos incontrolados y tics a medida que los músculos, el cerebro y las vías comienzan a desarrollarse.

### Semanas 17 a 25 (3,6 a 6,6 meses)
Una mujer embarazada por primera vez (nulípara) suele empezar a sentir los movimientos fetales en torno a la semana 21, mientras que una mujer que haya dado a luz antes suele sentir movimientos ya en la semana 20. Al final del quinto mes, el feto mide aproximadamente 20 cm.

### Semanas 26 a 38 (6,6 a 8,6 meses)
La cantidad de grasa corporal aumenta rápidamente. Los pulmones no están completamente maduros. Las conexiones neuronales entre la corteza sensorial y el tálamo se desarrollan a partir de las 24 semanas de edad gestacional, pero la primera evidencia de su función no se produce hasta alrededor de las 30 semanas, cuando surge una mínima conciencia, ciclo de sueño y la capacidad de sentir dolor.[cita requerida] Los huesos están completamente desarrollados, pero aún son blandos y flexibles. El hierro, el calcio y el fósforo son más abundantes. Las uñas llegan al final de los dedos. El lanugo, o vello fino, comienza a desaparecer, hasta desaparecer excepto en la parte superior de los brazos y los hombros. Aparecen pequeños brotes mamarios en ambos sexos. El pelo de la cabeza se vuelve áspero y más grueso. El nacimiento es inminente y se produce alrededor de la semana 38 tras la fecundación. El feto se considera a término entre las semanas 37 y 40, cuando está suficientemente desarrollado para la vida fuera del útero. Al nacer, puede medir 48 a 53 cm (19 a 21 plg). El control del movimiento es limitado al nacer, y los movimientos voluntarios intencionados continúan desarrollándose hasta la pubertad.

### Variación del crecimiento
El crecimiento del feto humano varía mucho. Cuando el tamaño del feto es inferior al esperado, la afección se conoce como restricción del crecimiento intrauterino también llamada restricción del crecimiento fetal; los factores que afectan al crecimiento fetal pueden ser maternos, placental' o fetales.
Los factores maternos incluyen el peso materno, el índice de masa corporal, el estado nutricional, el estrés materno prenatal, la exposición a toxinas (incluido el tabaco, el alcohol, la heroína y otras drogas que también pueden dañar al feto de otras formas), y el flujo sanguíneo.
Los factores placentarios incluyen el tamaño, la microestructura (densidades y arquitectura), el flujo sanguíneo del cordón umbilical, los transportadores y las proteínas de unión, la utilización de nutrientes y la producción de nutrientes.
Los factores fetales incluyen el genoma fetal, la producción de nutrientes y la producción hormonal. Además, los fetos femeninos tienden a pesar menos que los masculinos, a término.
El crecimiento fetal suele clasificarse de la siguiente manera: pequeño para la edad gestacional (PEG), apropiado para la edad gestacional (AEG) y grande para la edad gestacional (PEG). El PEG puede dar lugar a bajo peso al nacer, aunque el nacimiento prematuro también puede dar lugar a bajo peso al nacer. El bajo peso al nacer aumenta el riesgo de mortalidad perinatal (muerte poco después del nacimiento), asfixia, hipotermia, policitemia, hipocalcemia, disfunción inmunitaria, anomalías neurológicas y otros problemas de salud a largo plazo. La PEG puede asociarse a un retraso del crecimiento o, por el contrario, a un retraso absoluto del crecimiento.

## En la especie humana
En esta etapa ya el feto ha pasado la etapa embrionaria, de formación de nuevos órganos y sistemas, y progresa en su crecimiento y desarrollo. Las células madre, que en la etapa embrionaria se dividieron en tres capas, comienzan el proceso de creación de la masa encefálica, el corazón y los pulmones, también se van formando las cavidades auditivas, para finalmente formar las extremidades y los músculos y órganos restantes.

### Aparato circulatorio
El aparato circulatorio de un feto humano tiene varias características diferenciales, principalmente porque los pulmones no son funcionales y el feto obtiene el oxígeno y los demás nutrientes de la madre a través de la placenta y el cordón umbilical.

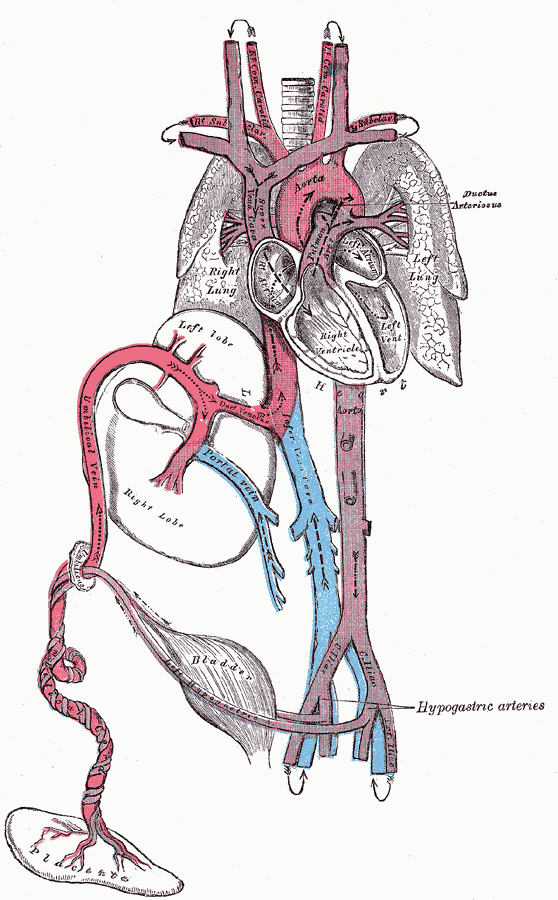
Diagrama del aparato circulatorio de un feto humano.

La sangre oxigenada procedente de la placenta llega al feto por la vena umbilical. Desde la vena umbilical puede seguir dos caminos, la mitad del volumen de sangre se desvía por el conducto venoso fetal y alcanza directamente la vena cava inferior, mientras la otra mitad entra en el hígado desde su borde inferior uniéndose con la vena porta hepática, saliendo del hígado a través de las venas suprahepáticas que desembocan en la vena cava inferior. Desde la vena cava inferior, la sangre llega a la aurícula derecha del corazón. En el feto, hay una abertura que comunica la aurículas derecha e izquierda, el foramen oval. A través del foramen oval la sangre fluye de la aurícula derecha a la izquierda, alcanzando el interior del ventrículo izquierdo desde donde es bombeada a través de la arteria aorta a todo el cuerpo. Parte de esta sangre va de la aorta a las arterias ilíacas internas de donde parten las arterias umbilicales que transportan la sangre no oxigenada hasta la placenta, donde se produce el intercambio de gases, la sangre pierde el  dióxido de carbono y otros productos de desecho y capta oxígeno y nutrientes.
Una parte de la sangre que llega a la aurícula derecha no pasa a la izquierda por el foramen oval y alcanza el ventrículo derecho desde donde es propulsada hacia la arteria pulmonar. En el feto existe una conexión entre la arteria pulmonar y la aorta, llamada ductus arteriosus que desvía gran parte de la sangre desde la arteria pulmonar hacia la arteria aorta y la circulación sistémica. El ductus arteriosus se cierra después del nacimiento, una vez los pulmones se expanden y comienzan a realizar su función de intercambio de gases. En la vida intrauterina el feto no utiliza los pulmones para respirar, ya que está suspendido en el fluido amniótico y recibe el oxígeno a través de la placenta.

#### Desarrollo postnatal
Con su primer respiro al nacer, el sistema cambia repentinamente. Los pulmones se expanden y comienzan a ventilar, la resistencia pulmonar se reduce bruscamente, el foramen oval se cierra impidiendo la comunicación de la aurícula derecha con la izquierda. El ductus arteriosus  también se cierra y la sangre de la arteria pulmonar se dirige sin desviaciones hacia los pulmones para oxigenarse. La vena umbilical se cierra y el conducto venoso se oblitera convirtiéndose en el ligamento venoso. Todas estas modificaciones completan la separación entre la circulación sistémica y la circulación pulmonar.
En el adulto se pueden encontrar diferentes vestigios de la circulación fetal:
| Fetal                                                     | Adulto                        |
| --------------------------------------------------------- | ----------------------------- |
| Foramen oval                                              | Fosa oval                     |
| Ductus arteriosus                                         | Ligamentum arteriosum         |
| Ductus venosus                                            | Ligamentum venosum            |
| Porciones proximales de las arterias umbilicales fetales. | Arteria umbilical del adulto. |
| Porciones distales de las arterias umbilicales fetales.   | Ligamentos umbilicales.       |
| Vena umbilical                                            | Ligamento redondo del hígado  |

## Hemoglobina fetal
El feto transporta el oxígeno mediante un tipo de hemoglobina diferente a la del adulto que recibe el nombre de hemoglobina fetal. La afinidad por el oxígeno de la hemoglobina fetal es superior a la del adulto, esta diferencia facilita que en la placenta se produzca la transferencia de oxígeno desde la sangre materna a la sangre fetal.

## Viabilidad
La viabilidad fetal se refiere a un punto del desarrollo fetal en el que el feto puede sobrevivir fuera del útero. El límite inferior de la viabilidad es aproximadamente 5 3⁄4 meses de edad gestacional y suele ser posterior.
No existe un límite definido de desarrollo, edad o peso en el que un feto se convierta automáticamente en viable. Según datos de 2003 a 2005, las tasas de supervivencia son del 20-35 % para los bebés nacidos a las 23 semanas de gestación (5 3⁄4 meses); del 50-70 % a las 24-25 semanas (6 - 6 1⁄4 meses); y >90 % a las 26-27 semanas (6 1⁄2 - 6 3⁄4 meses) y más. Es raro que sobreviva un bebé que pese menos de 500 g.
Cuando nacen estos bebés prematuros, las principales causas de mortalidad son que el sistema respiratorio y el sistema nervioso central no están completamente diferenciados. Si reciben cuidados posnatales especializados, algunos bebés prematuros que pesan menos de 500 g pueden sobrevivir, y se les denomina bebés con peso extremadamente bajo al nacer o bebés inmaduros.
El parto prematuro es la causa más común de mortalidad infantil, causando casi el 30 % de las muertes neonatales. Con una tasa de ocurrencia del 5% al 18% de todos los partos, también es más común que el nacimiento postmaduro, que se produce entre el 3 y el 12 % de los embarazos.